# 坎斯克
坎斯克（羅馬化：Kansk）是俄羅斯克拉斯諾亞爾斯克邊疆區的一個城市，位於坎河（葉尼塞河右支）畔和西伯利亞鐵路交界處。2021年人口86,816人。該地於1782年升格為城鎮。
58°14′9″N 92°28′58″E / 58.23583°N 92.48278°E
1. ↑  .   [2024-09-22]. （原始内容存档于2022-09-01）.